# Ікечукву Уче
Ікечукву Уче (англ. Ikechukwu Uche, нар. 5 січня 1984, Аба) — нігерійський футболіст, який грав на позиції нападника. Виступав, зокрема, за іспанські клуби «Рекреатіво», «Хімнастік» та «Вільярреал», а також у складі національної збірної Нігерії.  У складі збірної — володар Кубка африканських націй.

## Клубна кар'єра
Народився 5 січня 1984 року в місті Аба. Вихованець футбольної школи клубу «Івуаньянву Нейшнл».
У дорослому футболі дебютував 2001 року виступами за команду клубу «Расінг», в якій провів два сезони, взявши участь у 28 матчах чемпіонату.
Своєю грою за цю команду привернув увагу представників тренерського штабу клубу «Рекреатіво», до складу якого приєднався 2003 року. Відіграв за клуб з Уельви наступні чотири сезони своєї ігрової кар'єри. Більшість часу, проведеного у складі «Рекреатіво», був основним гравцем атакувальної ланки команди. У складі «Рекреатіво» був одним з головних бомбардирів команди, відзначившись у 133 матчах 50 забитими м'ячами. У сезоні 2005–2006 Укечукву став найкращим бомбардиром другої іспанської ліги та з командою — переможцем другого дивізіну іспанської першості. У сезоні 2006/07 дебютував у Прімері.
Протягом 2007–2009 років захищав кольори команди клубу «Хетафе». У складі клубу в сезоні 2007/08 став фіналістом Кубка Іспанії.
Влітку 2009 року уклав контракт з клубом «Реал Сарагоса», у складі якого провів наступні два роки своєї кар'єри гравця.
31 серпня 2011 року перейшов у «Вільярреал», проте відразу був відданий в оренду на сезон в «Гранаду». По його завершенні приєднався до «жовтої субмарини» і провів у її складі наступні три сезони, зігравши у 85 матчах Ла Ліги.
20 червня 2015 року за 3,5 млн. євро перейшов в мексиканський «УАНЛ Тигрес», підписавши трирічний контракт. Проте до кінця року зіграв лише один матч в чемпіонаті, в якому забив гол. Через це на початку 2016 року гравець був відданий на правах оренди в іспанську «Малагу». У середині 2016 року футболіст став гравцем іншого іспанського клубу «Хімнастік», в якому грав до 2019 року, після чого завершив виступи на футбольних полях.

## Виступи за збірну
2007 року дебютував в офіційних матчах у складі національної збірної Нігерії. 
У складі збірної був учасником Кубка африканських націй 2008 року у Гані, Кубка африканських націй 2013 року у ПАР, здобувши того року титул континентального чемпіона. У складі збірної грав до 2014 року, провів у формі головної команди країни 48 матчів, забивши 19 голів.

## Цікаві факти
Його старший брат, Калу Уче, також є професійним футболістом. Ім'я Ікечукву у перекладі з мови ігбо означає «Сила Бога».

## Титули і досягнення
- Володар Кубка африканських націй (1): 2013